# Koirasaari (ö i Södra Karelen, Imatra, lat 61,30, long 28,41)
Koirasaari är en ö i Finland. Den ligger i sjön Saimen och i kommunen Ruokolax i den ekonomiska regionen  Imatra ekonomiska region  och landskapet Södra Karelen, i den södra delen av landet, 220 km nordost om huvudstaden Helsingfors. Öns area är 13,1 hektar och dess största längd är 0,7 kilometer i sydväst-nordöstlig riktning.